# Entymetopus
 Entymetópus — рід жуків родини Довгоносики (Curculionidae).

## Зовнішній вигляд
Жуки цього роду мають середній розмір: 5.6-10.5 мм у довжину. Основні ознаки:
- головотрубка коротка, ледь довша за голову, без бокових кілів, з трикутною опуклістю посередині;лоб із вдавленям, нижній край ока прямий, верхній — дугоподібний
- 1-й  членик джгутика вусиків коротший за 2-й
- передньоспинка ледь довша за свою ширину, її задній край напівкруглий
- на передньогрудях знизу, перед кожним тазиком, є бугорець
- передні тазики торкаються одне одного, гомілки густо й рівномірно вкриті лускоподібними волосками
- надкрила трохи ширші за передньоспинку, зі скошеними плечима, густо вкриті сіруватими розщепленими лусочками
- черевце знизу вкрите довгими лускоподібними волосками, які стирчать

Фотографію одного виду з цього роду див. на.

## Спосіб життя
Не вивчений, ймовірно, він типовий для Cleonini.

## Географічне поширення
Ареали усіх відомих видів цього роду лежать у межах західної частини півдня Палеарктики (див. нижче).

## Класифікація
До цього роду включені сім видів з трьох підродів:
- Entymetopus Motschulsky, 1860

- Entymetopus bletoni Hoffmann, 1938 — Марокко
- Entymetopus discretus Voss, 1960 — Афганістан
- Entymetopus klapperichi Voss, 1959 — Афганістан, Іран, Сирія
- Entymetopus lineolatus Motschulsky, 1860 — Вірменія, Туреччина, Середня Азія

- Hemeurysternus Voss, 1960

- Entymetopus bakvaensis Voss, 1960 — Афганістан, Казахстан, Середня Азія

- Sforzia Alonso-Zarazaga & Lyal. 1999

- Entymetopus linits  Menetries. 1849 — південь Європейської частини Росії, Закавказзя, Афганістан, Середня Азія, Казахстан, Північно-Західний Китай
- Entymetopus vossi  Fremuth, 1987 — Іран